# کانگوروی قرمز
کانگوروی قرمز (نام علمی: Macropus rufus) بزرگترین گونه از سرده کانگوروها می‌باشد. این گونه بزرگترین پستاندار کیسه‌دار منقرض نشده و نیز بزرگترین پستاندار بومی استرالیا است. کانگوروی قرمز به استثناء زمین‌های حاصلخیز جنوب استرالیا، سواحل شرقی و جنگل‌های بارانی شمالی در سرتاسر این کشور پراکنده است. این کانگوروی دارای گوش‌های نوک تیز و بلند است و پوزه آن صاف است.

## تولید مثل

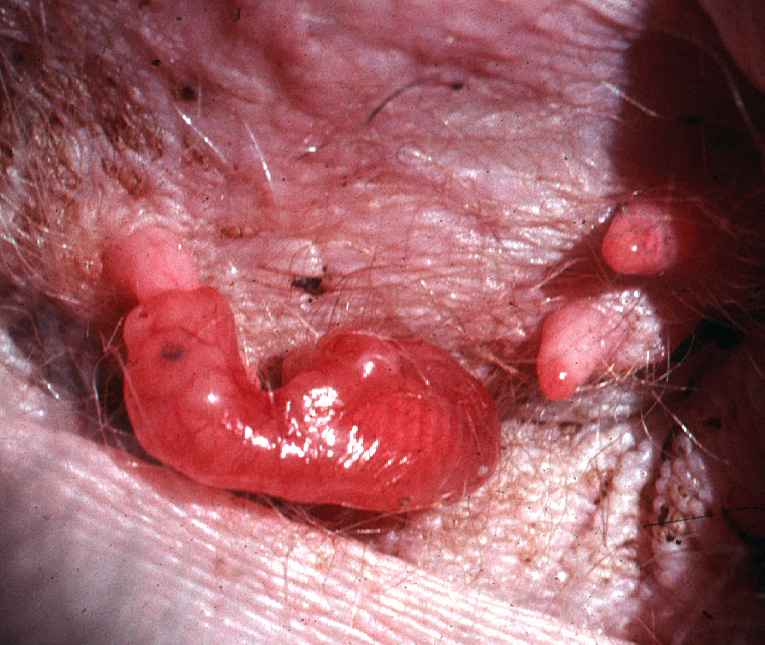
توله نارس یا جنین بیرونی کانگورو در حال مکیدن در کیسه کانگورو

کانگوروی قرمز همانند دیگر کانگوروها دارای سه رحم است و ادرار، مدفوع و لوله تناسلی آن نهایتاً از یک مسیر مشترک به بیرون راه پیدا می‌کنند.
طول دوران بارداری کانگوروی قرمز فقط ۲۸ روز است و جنین به صورت نارس زاده می‌شود و پس از آن جنین فاصله بین سوراخ تناسلی و کیسه را کشان کشان می‌پیماید و خود را در یک کیسه به یک پستان می‌چسباند و از آن مستمر می‌مکد تا به رشد برسد و نهایتاً پس از حدود ۱۹۰ روز از طریق کیسه زاده می‌شود.